# Iulia Hasdeu
Iulia Hasdeu (n. 19 noiembrie 1869, București, România – d. 29 septembrie 1888, București, România) a fost o tânără intelectuală română supradotată, scriitoare și poetă, inclusiv de limba franceză, fiica savantului Bogdan Petriceicu Hasdeu. S-a manifestat și în muzică (cursuri la Conservatorul din București, având o minunată voce de soprană, după martorii contemporani) și pictură (cursuri particulare de desen și pictură la Paris). Avea un talent deosebit la limbi străine și era interesată de filosofie.

## Biografie
Iulia Hasdeu s-a născut la București, la 14 noiembrie 1869, fiind fiica savantului și scriitorului Bogdan Petriceicu Hasdeu și a Iuliei, o ardeleancă, născută Faliciu.
Copil supradotat (a învățat să citească la trei ani, vorbea engleza, franceza și germana la opt ani), la 8 ani neîmpliniți a trecut examenele cumulate ale celor patru clase primare. La 11 ani, Iulia Hasdeu a absolvit Colegiul Național „Sfântul Sava”, iar în paralel a urmat cursurile Conservatorului de muzică din București. A plecat apoi la studii la Paris, fiind prima româncă ce a studiat la Sorbona, începând studiile de acolo la vârsta de 16 ani (și-a luat bacalaureatul la 17 ani, în 1886) și uimindu-și profesorii cu talentul său, prin lucrarea cu tema Filosofia populară la români: logica, psihologia, metafizica, etica  și teodiceea. Tot aici ține două conferințe, cu temele Logica ipotezei și A doua carte a lui Herodot, prezentând un talent oratoric remarcabil. La Paris a studiat și la École pratique des hautes études și  a urmat cursuri de pictură cu pictorul Diogène Maillart. Șerban Cioculescu, întru-an articol apărut în revista România literară menționa că Iulia era:
„incontestabil o copilă precoce, inteligentă și ambițioasă. care-și pregătea la 18 ani trecerea licenței la Sorbona. Murind de ftizie înainte de a împlini 19 ani, lăsa o cantitate impresionantă de versuri și de încercări dramatice în limba franceză, pe care tatăl ei neconsolat le tipări în trei volume și le trimise unui mare număr de prieteni în străinătate, precum și foștilor ei profesori de liceu și de universitate de la Paris.”—Șerban Cioculescu, Corespondența lui Hasdeu

## Opera
Cu excepția câtorva poeme apărute în timpul vieții, dar fără voia autoarei, opera Iuliei Hasdeu este postumă. Bogdan Petriceicu Hasdeu s-a ocupat de postumitatea literară (și nu numai) a unicei sale fiice. A scris preponderent poezie, de limbă franceză, dar și piese de teatru, povești și povestiri. 
A ținut și un jurnal, iar bogata corespondență cu tatăl ei, rămas la București denotă un fin intelectual, o conștiință a epocii sale, precum și o scriitoare cu talent. Primul ei volum de poezii, Bourgeons d'Avril, scris în 1887, apare doi ani mai târziu, sub pseudonimul Camille Armand în volumul Œuvres posthumes.
Julie Hasdeu, Oeuvres posthumes. fantaisies et reves, 1889, 237 p, Chevalerie. Confidences et canevas, 1980,287 p,: Theatre. legendes et contes, 1890, 382 p,ediție confruntată cu manuscrisele din arhiva Hașdeu, aflată în patrimoniul culturii românești.  Versurile și proza în limba franceză sunt însoțite de transpunerea în limba română, în traduceri mai vechi aparținând lui Bogdan Petriceicu Hașdeu, Traian Demetrescu și Ciprian Doicescu, sau poetelor Monica Pillat și Victoria Ana Tăușan, precum și Crinei Decuseară -Bocșan. Întrucât  ediția este selectivă, am considerat oportună anexarea la Note a cuprinsului volumelor Oeuvres posthumes, I, II, III, Paris- București, 1889, 1890. Prezentarea fragmentară a ecourilor din epocă la apariția volumelor Julie Hasdeu, Oeuvres posthumes este urmată de indicarea publicațiilor și traducerilor din lucrările Iuliei Hașdeu cu caracter comemorativ, precum și a lucrărilor consacrate acestei scriitoare.

## Sfârșitul vieții
La 29 septembrie 1888, Iulia Hasdeu a murit de tuberculoză, în vârstă de doar 18 ani și a fost înmormântată la Cimitirul Bellu. 
Personalități de seamă ale sfârșitului de veac au prezentat-o ca pe o tânără extraordinară, cu o imaginație vie, cu un suflet atât de frumos și atât de sincer îndrăgostit de ideal. Talentul ei este asemenea unei flori rare, a cărei îmbobocire a fost întreruptă brusc.

## Durerea și misticismul tatălui
Tatăl Iuliei, a cărui imaginație fantastică este bine cunoscută, nu s-a resemnat niciodată cu pierderea celei mai dragi ființe. Foarte afectat, a construit, în memoria ei, un castel la Câmpina, cunoscut sub numele de Castelul Iulia Hasdeu.

## Galerie imagini

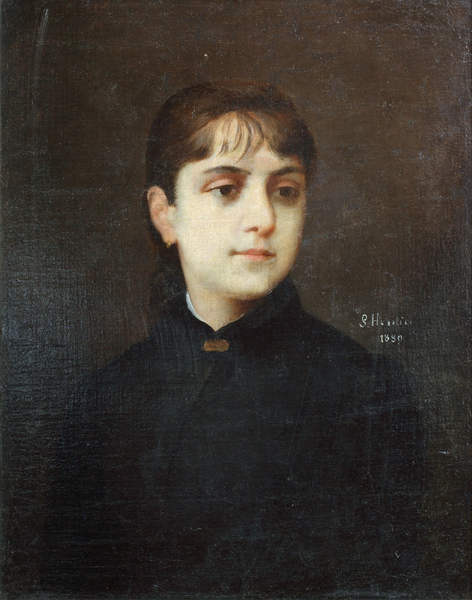
Portret al Iuliei Hasdeu (1889) - de Sava Henția
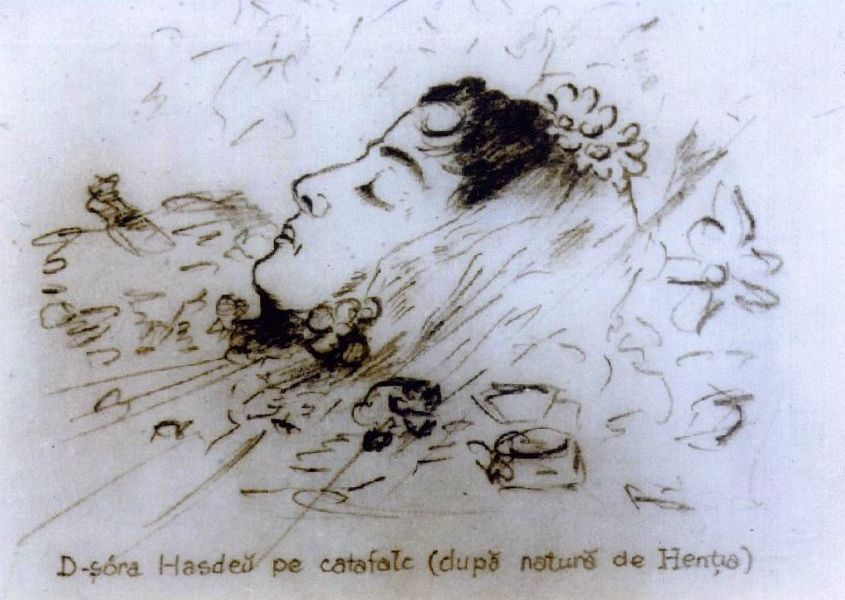
Iulia Hasdeu pe catafalc (1888) - de Sava Henția
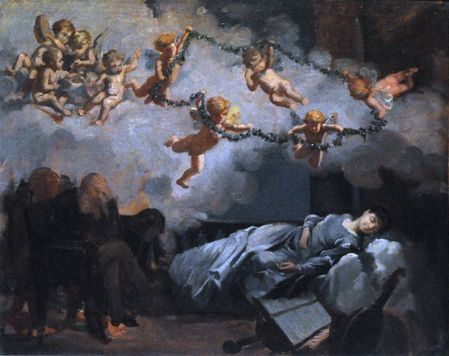
Visul lui B.P. Hasdeu - de Sava Henția
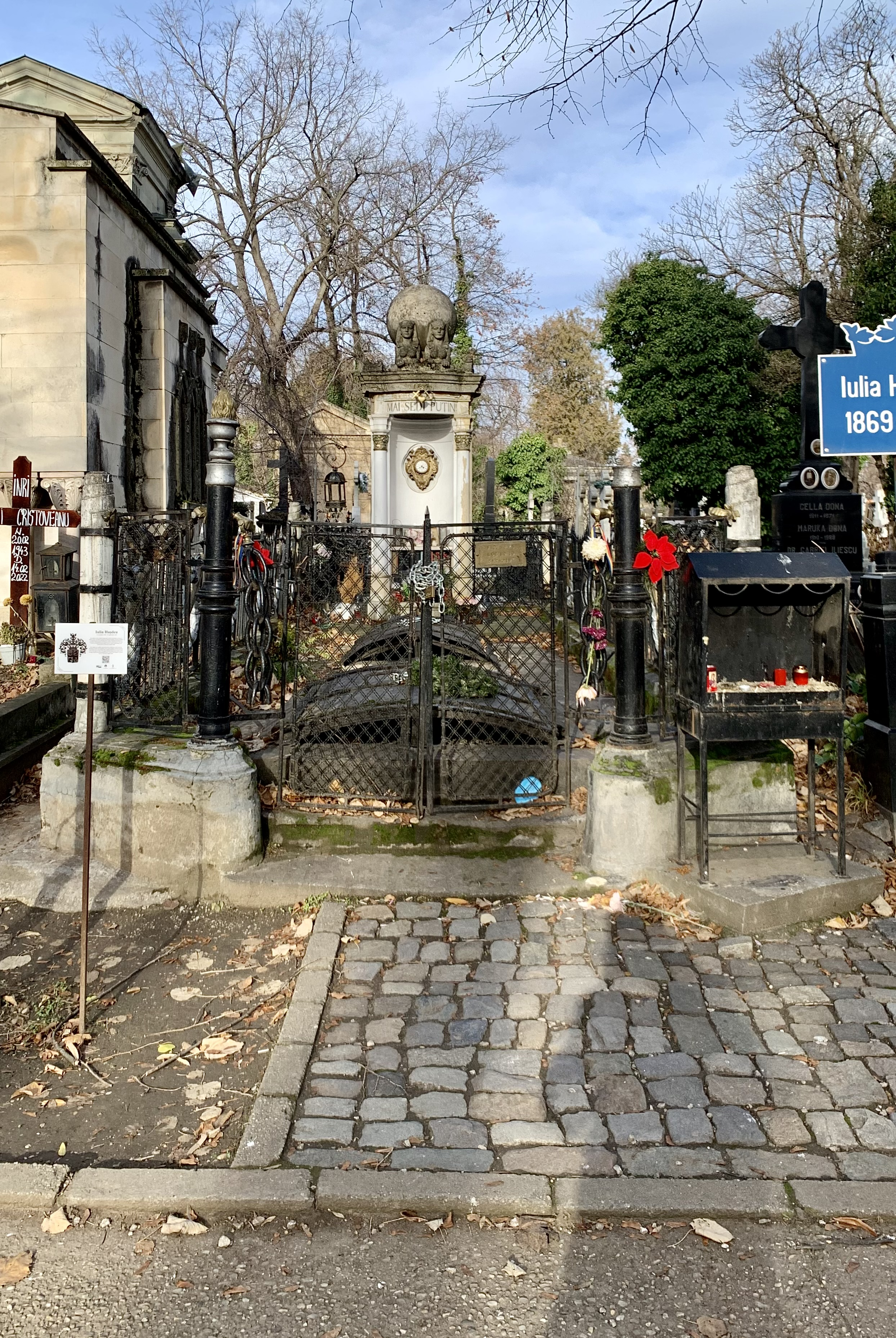
Mormântul Iuliei, de pe aleea principală din Cimitirul Bellu

## Lucrări publicate
- Poezii, prefață Florentin Popescu, BucureștiEditura Miracol, 1997. 168 p.
- Cugetări. Ediție îngrijită și prefață de I. Oprișan. București: Saeculum, 2010, 159 p.
- Domnișoara Ursuza (Mademoiselle Maussade), traducere din franceză de B. P. Hasdeu; ed. îngrijită în redacție de Delia Damirescu. București, Editura Ion Creangă, 1970, 104 p. : portr. Roman inedit pentru copii scris la 1881 de Iulia Hașdeu Textul bilingv publicat în revista "Amicul copiilor" între anii 1891-1894 (singurul tipărit)
- Fluierașul de os : povestiri, legende, basme   Editor și  pref. de Crina Decusară-Bocșan; il. de Liliana Jigău București Editura Floarea Darurilor, 1997 . 144 p. : il.
- Muguri de aprilie : Fantezii și visări ; Medievale ; Destăinuiri ; Schițe  ; trad. de Augustin G. Cipeianu; ediție îngrijită și prefață de Crina Decusară Bocșan.- [București] : Editura Eminescu, 1997, 324 p.
- Năzdrăvăniile Denisei : roman inedit pentru copii  ; trad. și adaptare din lb. franceză de Crina Decusară-Bocșan.- București : Editura Ion Creangă, 1998 (Oradea: Imprimeria de Vest), 128 p. -
- Scrieri alese. Ediție îngrijită și prefață de Crina Decusară-Bocșan; traduceri de B. P. Hasdeu, Ciprian Doicescu, Traian Demetrescu, Monica Pillat, Victoria Ana Tăușan, Crina Decusară-Bocșan. București Editura Minerva, 1988, XVIII, 318 p.
- 19 file de jurnal ediție îngrijită de prof. univ. dr. Crina Decusară-Bocșan.- București : Editura Eminescu, 2000, 568 p.
- Prințesa fluture : basme, legende și povestiri culese din publicații și manuscrise, iar unele traduse din limba franceză și prezentate copiilor  de Crina Decusară.- București : Editura Ion Creangă, 1972. 47 p. : il.
- Versuri. Proză. Corespondență ; ediție îngrijită și prefață de Crina Decusară-Bocșan; trad. de B. P. Hașdeu, Ciprian Doicescu, Traian Demetrescu, Monica Pillat, Victoria Ana Tăușan, Crina Decusară-Bocșan.- București : Editura Minerva, 1976 XXIV ; 447 p.
- Théâtre. Légendes et Contes.Paris : Librairie Hachette et Cie; Bucarest : Librairie Socec & Cie, MDCCCXC .1890, XVI, 382 p. - (Oeuvres posthumes de Julie B. P. Hasdeu
- Chevalerie = Medievale. Ed. îngrij. de Crina Decusară-Bocșan; trad. de Augustin G. Cipeianu, Raluca Grigoriu și Ion Potopin, București : Editura Eminescu, 2001,160 p.
- Bourgeons d'Avril. Fantaisies et Réves  avec une introduction par le Cte Angelo de Gubernatis.- Paris : Librairie Hachette et Cie; Bucarest : Librairie Socec & Cie, MDCCCLXXXIX ,1889, XLVIII, 237 p. - (Oeuvres posthumes de Julie B. P. Hasdeu ; 1)